# Класика
Грчка класика, стил у уметности старе Грчке, почиње 461. пре нове ере. После пада Тиранида пробија се чврсти Дорски стил који доводи до стварања класике V века – новог правца. Грчко-персијски ратови заустављају архаику, а после владавине Тиранида Перикле уводи демократију 510. п. н. е. у Атини. Истиче се дух и тело из чијег односа произилази став према лепом. Тежи се равнотежи духа и тела, спољне манифестације и унутрашње садржине.
Класика не приказује човека онаквим каквим јесте, већ приказује идеал човека који је ускладио себе споља и изнутра, тј. свој дух и тело. У архаици је била присутна фантазија, а у класици је пажња усресређена на људску фигуру која се анализира кроз пропорцију, положај у мировању, покрет и композицију. За склад пропорција, беспрекорну анатомску чистоту, јасноћу фигуре кроз одређен став - контрапост и покрет можемо рећи да су основне карактеристике класике. Уметност иде ка општем типу, универзалном типу лепоте, нема личног израза. Скулптура се не занима за портретну уметност, али се јавља и специфичан начин обликовања главе и лица.

## Скулптура
Лепота тела исказује и духовну лепоту. За класичну Грчку уметност је карактеристичан приказ патње (патос) која је племенита и уздржана, а не ужасавајућа. Класика тежи непоремећеном миру. Хагеладес који је припадао строгом стилу је био учитељ Мирона, Поликлета и Фидије.

## Сликарство
Сликари овог раздобља су били веома узнапредовали у освајању илузионистичког простора. Иако до данас нису сачуване слике ни на дрвету ни на зидовима, ту теорију можемо проверити са слика са посуђа. Посебно су важне слике са група ваза - лектијоси (крчази за уље) - за приношење жтрве на погребу. Оне имају белу превлаку на којој је сликар могао да слика слободно и са истим просторним ефектима као и његов модерни наследник који се служио хатријом и пером. Грчки сликар је савладао скраћење, покушао је да прошири своју скалу боја, али није успео да сенчи и моделује, бар не на вазама. Најпознатији сликари су Зеуксид, Еуфранор, Полигнот и Скопас.